# ويليام إليوت غونزاليس
ويليام إليوت غونزاليس (بالإنجليزية: William Elliot Gonzales) هو دبلوماسي أمريكي، ولد في 24 أبريل 1866 في تشارلستون في الولايات المتحدة، وتوفي في 20 أكتوبر 1937 في كولومبيا في الولايات المتحدة.